# Simarouba tulae
Simarouba tulae är en bittervedsväxtart som beskrevs av Urban. Simarouba tulae ingår i släktet Simarouba och familjen bittervedsväxter. Inga underarter finns listade i Catalogue of Life.